# Paraíba
Paraíba là một bang nằm ở đông bắc Brasil. Bang này giáp ranh với các bang Rio Grande do Norte về phía bắc, Ceará về phía tây, Pernambuco về phía đông và Đại Tây Dương về phía đông. Paraíba là bang đông dân thứ 3 ở Brasil; thủ phủ João Pessoa và thành phố Campina Grande là một trong những đô thị lớn nhất ở Brasil.
Paraíba là bang đông dân nhất trong các bang nằm dọc bờ Đại Tây Dương. Bang này là một địa điểm du lịch và công nghiệp quan trọng, nổi tiếng với những di tích văn hóa, khí hậu dễ chịu. Tên của bang được đặt theo tên con sông Paraíba.

## Liên kết
| Tìm hiểu thêm về Paraíba tại các dự án liên quan |                                   |
| Tìm kiếm Wiktionary                              | Từ điển từ Wiktionary             |
| Tìm kiếm Commons                                 | Tập tin phương tiện từ Commons    |
| Tìm kiếm Wikinews                                | Tin tức từ Wikinews               |
| Tìm kiếm Wikiquote                               | Danh ngôn từ Wikiquote            |
| Tìm kiếm Wikisource                              | Văn kiện từ Wikisource            |
| Tìm kiếm Wikibooks                               | Tủ sách giáo khoa từ Wikibooks    |
| Tìm kiếm Wikiversity                             | Tài nguyên học tập từ Wikiversity |

- (tiếng Bồ Đào Nha) Trang chủ
- (tiếng Anh) Photos of the state Lưu trữ ngày 9 tháng 11 năm 2006 tại Wayback Machine
- (tiếng Anh) List of cities in Brazil (all cities and municipalities)
- (tiếng Anh) Ingá Stone - Undeciphered petroglyph in Ingá municipality